# Palacio Nuevo de Narbona

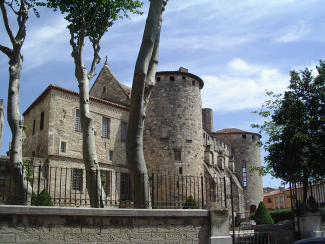
Una de las alas del Palacio Nuevo.

El Palacio Nuevo de Narbona es la parte nueva del conjunto monumental de Narbona, en Francia, formado por el Palacio de los Arzobispos de Narbona y la Catedral de San Justo y San Pastor.
El Palacio está situado a la derecha del pasaje del áncora, abriéndose una puerta que domina el acceso a la zona del Palacio Viejo. El torreón de Gil Aicelion, cercano a la puerta del mismo nombre, fue edificada para afirmar la autoridad del arzobispo sobre los vizcondes que tenían su residencia enfrente, así como para vigilar el puente y el puerto. Tiene 162 escalones y un torreón en la parte superior desde el que se divisa un panorama espléndido. Tiene una sala, llamada del tesoro, con esculturas medievales. Al lado del edificio está el Sínodo, del siglo XIV, construido para ampliar el Palacio. En la parte norte del torreón se levanta la torre de San Marcial.
Unas obras del los siglos XVII y XVIII modificaron su aspecto y se construyeron fachadas clásicas; en 1846 Viollet-le-Duc edificó el ala Este que corresponde al Ayuntamiento de la ciudad.
En la parte baja está la sala de los cónsules, con una serie de pilares, fue dedicada a los antiguos cónsules de la villa, con diversos elementos relativos a estos. Por una escalera edificada en 1628 se pasa a la zona del palacio. La sala de los sínodos era aquella en la que el arzobispo celebraba las recepciones y donde se llevaban a cabo muchas reuniones de los Estados generales del Languedoc, asamblea provincial que, antes de la Revolución, se reunía cada año en una ciudad diferente de la provincia. Inicialmente tenía el doble de altura de la que tiene ahora. Los arcos se construyeron en el siglo XVII para permitir la construcción de un piso suplementario. En las paredes hay cuatro tapicerías de Aubsson del siglo XVII, representan la historia bíblica de Esther. Hoy se utiliza como sala de conciertos y para las recepciones ofrecidas por la ciudad, así como para las reuniones públicas del consejo municipal. En la segunda planta están los departamentos del arzobispo, hoy día convertidos en el Museo de Arte e Historia de Narbona
- Datos: Q3397707